# 周新霞
周新霞（？—），女，中国电影剪辑师，一级剪辑师，北京电影学院教授。现任中国电影剪辑学会会长。